# Frank Oppenheimer
Frank Oppenheimer (Nova York, 14 d'agost de 1913 — Sausalito, 3 de febrer de 1985) va ser un físic nord-americà. Germà de Julius Robert Oppenheimer, van treballar plegats en el Projecte Manhattan per fabricar la primera bomba atòmica. Va destacar pels seus estudis sobre raigs còsmics i enriquiment de l'urani.
Durant els anys 50 va ser un objectiu del Maccarthisme i se li va prohibir fer de professor. Va fundar l'Exploratorium de San Francisco i en va ser el director fins a la seva mort.